# Cmentarz wojenny nr 500 – Tuszyma-Biały Bór
Cmentarz wojenny nr 500 – Tuszyma-Biały Bór – cmentarz wojenny z okresu I wojny światowej na granicy wsi Tuszyma i Biały Bór.
Na cmentarzu znajduje się 16 grobów pojedynczych i 11 zbiorowych. Spoczywa w nich 114 żołnierzy austro-węgierskich z Cesarskiego Pułku Strzelców Tyrolskich, Dywizjonu Haubic Polowych, oraz dragonów z nieznanej jednostki. Poza tym jest też bliżej nieznana liczba żołnierzy niemieckich z Pułków Piechoty oraz 57 żołnierzy armii rosyjskiej. Wszyscy polegli pomiędzy październikiem 1914 a majem 1915 roku. Na cmentarzu leżą również polegli cywile z czasów II wojny światowej.

## Historia
Pomiędzy październikiem 1914 a majem 1915 roku, w okolicach Białego Boru i Tuszymy miały miejsce walki pomiędzy wojskiem austriacko-niemieckim oraz rosyjskim (we wszystkich tych armiach służyli też Polacy, żyjący pod zaborami). W roku 1916 prochy poległych, po ekshumacji z licznych na tym terenie polowych pochówków, złożono na obecnym cmentarzu. Według tradycji, wcześniej było to miejsce spoczynku poległych w czasie wojen szwedzkich
Cmentarz planowano zbudować bardziej okazale (zachowały się plany austriackie z 1917 r.), do realizacji tych planów jednak nie doszło.
Swój wygląd obecna nekropolia zawdzięcza społecznemu projektowi z roku 2004. Postanowiono wówczas uporządkować cmentarz i urządzić go według pomysłu Wojciecha Kaszuba wzorującego się realizacjami słowackiego architekta Dušana Jurkoviča – autora licznych projektów cmentarzy wojennych w Beskidzie Niskim. W latach 2006–2015 cmentarz został uporządkowany przy pomocy środków Rady Ochrony Pamięci Walk i Męczeństwa, Gminy Przecław i osób prywatnych.